# بولات ژومادیلوف
بولات ژومادیلوف (انگلیسی: Bulat Zhumadilov؛ زادهٔ ۲۲ آوریل ۱۹۷۳) بوکسور اهل قزاقستان است.